# The Hamilton Spectator
The Hamilton Spectator est un journal quotidien publié toute la semaine et les samedis à Hamilton en Ontario au Canada.

## Histoire
The Hamilton Spectator est publié pour la première fois le 15 juillet 1846 sous le nom The Hamilton Spectator and Journal of Commerce. Fondé par Robert Smiley et son partenaire, le journal est vendu en 1877 à William Southam, qui fonde la Southam Newspaper Chain et place le Spectator au premier plan de cette chaîne. Cette firme est venue en 1998 à Conrad Black, qui revend The Hamilton Spectator à Sun Media, basé à Toronto. En 1999, le Spectator est venu une troisième fois à la Torstar.

## Publication
The Hamilton Spectator est publié six jours par semaine par Metroland Media Group, une succursale de Torstar. Il dessert les villes de Hamilton et Burlington et la région de Niagara. Il dessert également les comtés de Brant et de Haldimand avec les villes de Caledonia, Hagersville et Dunnville. Le Spectator peut également être retrouvé dans la région de Halton, jusqu'à Oakville.